# 布拉德福兹维尔 (肯塔基州)
布拉德福兹维尔（英語：Bradfordsville），是美国肯塔基州的一座城市。面积约为0.8平方公里（0.3平方英里）。根据2010年美国人口普查，该市的人口为294人。